# Чемпионат Европы по фехтованию 1998
Чемпионат Европы по фехтованию 1998 года прошёл с 1 по 5 июля в Пловдиве (Болгария). Поединков за третье место в индивидуальном первенстве не проводилось; бронзовые медали получали оба спортсмена, проигравшие полуфинальные бои.

## Общий медальный зачёт
| Место | Страна   | Золото | Серебро | Бронза | Всего |
| ----- | -------- | ------ | ------- | ------ | ----- |
| 1     | Германия | 3      | 3       | 1      | 7     |
| 2     | Польша   | 2      | 2       | 2      | 6     |
| 3     | Италия   | 2      | 2       | 1      | 5     |
| 4     | Франция  | 1      | 2       | 1      | 4     |
| 5     | Россия   | 1      | 0       | 3      | 4     |
| 6     | Венгрия  | 1      | 0       | 2      | 3     |
| 7     | Украина  | 0      | 1       | 0      | 1     |
| 8     | Австрия  | 0      | 0       | 2      | 2     |
| 8     | Беларусь | 0      | 0       | 2      | 2     |
| 10    | Румыния  | 0      | 0       | 1      | 1     |
| Всего | Всего    | 10     | 10      | 15     | 35    |

## Медалисты

### Мужчины
| Дисциплина                  | Золото                                                                     | Серебро                                                                          | Бронза                                                                            |
| --------------------------- | -------------------------------------------------------------------------- | -------------------------------------------------------------------------------- | --------------------------------------------------------------------------------- |
| Шпага Личное первенство     | Юг Обри                                                                    | Эрик Среки                                                                       | Виталий Захаров Владимир Пшеникин                                                 |
| Шпага Командное первенство  | Венгрия · Аттила Фекете · Геза Имре · Иван Ковач · Кристиан Кульчар        | Франция · Реми Дельомм · Юг Обри · Франц Филипп · Эрик Среки                     | Россия · Павел Колобков · Андрей Колотилин · Сергей Кочетков · Валерий Захаревич  |
| Рапира Личное первенство    | Ральф Биссдорф                                                             | Вольфганг Винанд                                                                 | Марк Марши Михаэль Людвиг                                                         |
| Рапира Командное первенство | Германия · Ральф Биссдорф · Вольфганг Винанд · Уве Рёмер · Павел Варциха   | Польша · Адам Кжесиньский · Пётр Кельпиковский · Рышард Собчак · Славомир Моцек  | Австрия · Йоахим Вендт · Михаэль Людвиг · Марко Фальхетто · Герд Зальбрехтер      |
| Сабля Личное первенство     | Марцин Собала                                                              | Луиджи Тарантино                                                                 | Йожеф Наваррете Жан-Филипп Дорелль                                                |
| Сабля Командное первенство  | Польша · Норберт Яскот · Марцин Собала · Томаш Стусиньский · Рафал Шнайдер | Италия · Раффаэлло Казерта · Джампьеро Пасторе · Луиджи Тарантино · Тони Теренци | Россия · Сергей Шариков · Александр Ширшов · Алексей Фросин · Станислав Поздняков |

### Женщины
| Дисциплина                  | Золото                                                                           | Серебро                                                                | Бронза                                                                                 |
| --------------------------- | -------------------------------------------------------------------------------- | ---------------------------------------------------------------------- | -------------------------------------------------------------------------------------- |
| Шпага Личное первенство     | Элиза Уга                                                                        | Барбара Чижевска                                                       | Клаудия Бокель Моника Мачеевска                                                        |
| Шпага Командное первенство  | Германия · Клаудия Бокель · Имке Дуплитцер · Денизе Хольцкамп · Кристина Опхардт | Украина · Анна Гарина · Алла Миронюк · Виктория Титова · Ева Выборнова | Польша · Барбара Чижевска · Моника Мачеевска · Магдалена Езёровска · Йоанна Якимюк     |
| Рапира Личное первенство    | Валентина Веццали                                                                | Сабине Бау                                                             | Ольга Величко Река Сабо                                                                |
| Рапира Командное первенство | Россия · Светлана Бойко · Екатерина Юшева · Анжела Цагаева · Ольга Величко       | Германия · Сабине Бау · Рита Кёниг · Гезине Шиль · Моника Вебер        | Италия · Диана Бьянкеди · Аннамария Джакометти · Джованна Триллини · Валентина Веццали |